# Rodener Saarwiesen
Rodener Saarwiesen este o arie protejată (arie specială de conservare — SAC, sit de importanță comunitară — SCI) din Germania întinsă pe o suprafață de 27,65 ha, integral pe uscat.

## Localizare
Centrul sitului Rodener Saarwiesen este situat la coordonatele 49°20′09″N 6°44′18″E / 49.3358°N 6.7383°E.

## Înființare
Situl Rodener Saarwiesen a fost declarat sit de importanță comunitară în octombrie 2000 pentru a proteja 4 specii de animale. Situl a fost protejat și ca arie specială de conservare în ianuarie 2015.

## Biodiversitate
Situată în ecoregiunea continentală, aria protejată conține 1 habitat natural: Fânețe de joasă altitudine (Alopecurus pratensis, Sanguisorba officinalis).
La baza desemnării sitului se află mai multe specii protejate:
- păsări (3): fâsă de luncă (Anthus pratensis), mărăcinar (Saxicola rubetra), mărăcinar negru (Saxicola torquatus)
- nevertebrate (1): fluturele purpuriu (Lycaena dispar)

Pe lângă speciile protejate, pe teritoriul sitului au mai fost identificate 2 specii de plante, 1 specie de păsări, 3 specii de nevertebrate.